# Общество художников имени А. И. Куинджи
Общество художников имени А. И. Куинджи (1909—1930) — творческое объединение художников Петербурга. Было основано в 1909 году по инициативе и на средства А. И. Куинджи, который пожертвовал на эти цели 150 000 рублей и своё имение в Крыму. Общество привлекло благосклонное внимание Николая II и император взял его под своё покровительство. Незадолго до своеӣ смерти А. Куинджи завещал Обществу весь свой капитал.

## Художественные принципы
Общество ставило своей задачей сохранение и развитие реалистических традиций русского искусства, как это понимали ученики и последователи Куинджи, в большинстве своём художники-пейзажисты. С этой целью Общество организовывало выставки, а также приобретало работы близких по духу художников (всего было приобретено около 300 картин) и ежегодно присуждало премии имени Куинджи. Среди известных художников, участвовавших в выставках Общества были К. Я. Крыжицкий (председатель), М. И. Авилов, К. Ф. Богаевский, И. И. Бродский, И. М. Грабовский, В. И. Зарубин, В. Е. Маковский, Н. К. Рерих, А. А. Рылов, В. Е. Савинский, А. Д. Кайгородов, Я. А. Чахров, Е. М. Чепцов, И. Ф. Колесников, Н. П. Богданов-Бельский, В. К. Бялыницкий-Бируля , Э. О. Визель, И. М. Шлуглейт, В. А. Кузнецов и многие другие.
После революции 1917 года Общество оказывало помощь многим художникам, испытывавшим материальные затруднения. В послереволюционный период в помещении Общества было проведено 7 выставок. В декларации Общества 1928 года утверждалось: «Основа нашего искусства — красота и правда; их мы выражаем простым и ясным языком, понятным широким массам»; в эти годы Общество объединяло более 80 художников. В советский период при Обществе работали курсы по подготовке к поступлению в Академию художеств, техникумы и вузы Ленинграда.
В 1930 году Общество объединилось с «Общиной художников», «Обществом живописцев» и «Обществом художников-индивидуалистов» в Общество «Цех художников».

## Лауреаты премии имени А. И. Куинджи
- И. Е. Репин;
- А. Е. Архипов;
- Н. И. Фешин за картину «Черемисская свадьба»;

1913
- В. Кузнецов — 1 премия за панно «Весна»;
- А. В. Кадников — 2 премия за картину  «Первое причастие»;
- И. К. Дряпаченко — 3 премия за картину «Святое семейство» («Огонёк», № 11 от 17 марта 1913 г.);
- И. И. Крылов (1860-1936) за картину «Лёд на Неве»;

1905
- Ф. В. Сычков

## Адреса
- Общество художников имени А. И. Куинджи размещалось в 8-комнатной квартире в Петербурге в здании на Малой Морской улице, 17[1].
- Имение Архипа Ивановича Куинджи в Крыму, которое тот передал обществу в 1909 году[3].